# Óscar Pelegrí
Óscar Pelegrí Ferrandis (Betxí, 30 de maio de 1994) é um ciclista espanhol que compete com a equipa Burgos-BH de categoria UCI ProTeam.

## Trajetória
Destacou como amador ganhando o Troféu Prefeitura de Samora e vitórias de etapa na Volta a Segovia, na Volta a Leão, na Volta a Navarra ou na Volta a Castellón. Ademais foi campeão da Espanha em categoria sub-23 em 2016.
Em 2018 deu o salto ao profissionalismo com o RP-Boavista. Em Portugal esteve a correr três anos, já que os dois seguintes militou no Feirense. Face a 2021 se uniu ao Electro Hiper Europa, conseguindo ganhar com eles uma etapa do Tour de Bretanha.

## Palmarés

### Estrada
- 2018
  - 1 etapa do Grande Prêmio Nacional 2 de Portugal

- 2021
  - 1 etapa do Tour de Bretanha

### Pista
- 2018
  - Campeonato da Espanha de Madison (com Sebastián Mora)